# Dance and Dense Denso
Dance and Dense Denso é o terceiro álbum de estúdio da banda Molotov, lançado em 25 de Fevereiro de 2003.
| Críticas profissionais                                                      | Críticas profissionais |
| Avaliações da crítica                                                       | Avaliações da crítica  |
| Fonte                                                                       | Avaliação              |
| --------------------------------------------------------------------------- | ---------------------- |
| allmusic                                                                    | [ 2 ]                  |
| Esta tabela precisa de ser acompanhada por texto em prosa. Consulte o guia. |                        |

## Faixas
1. "Dance and Dense Denso" - 1:52
2. "Here We Kum" - 4:15
3. "Changüich a la Chichona" - 3:29
4. "No Me da Mi Navidad (Punketon)" - 4:38
5. "Noko" - 3:32
6. "Frijolero" - 3:30
7. "E. Charles White" - 3:37
8. "Queremos Pastel" - 3:12
9. "I'm the One" - 3:20
10. "Nostradamus Mucho (Que Se Caiga el Teatro)" - 2:25
11. "Hit Me (Gimme Tha Power II)" - 4:18

## Desempenho nas paradas musicais
| Parada musical (2003)             | Posição |
| --------------------------------- | ------- |
| Estados Unidos - Latin Pop        | 10      |
| Estados Unidos - Top Latin Albums | 19      |